# リベラルアーツ学部
リベラルアーツ学部（リベラルアーツがくぶ）とは、リベラル・アーツとして総括されるあらゆる学問分野を教育研究するために大学に設置される学部の名称。
この学部は実社会で活躍できる人材の育成を目標としている。そのためグローバル化社会で必要不可欠とされている外国語教育は勿論の事、心理学や情報学といった現代社会でのニーズが高まり続けている授業も豊富に設置されている。
入学後に初めて学んでも遅くない初心者向けのカリキュラムも多く設置されているため様々なタイプの学生が集まっていると同時に、明確な目標を持たずに大学に入学した学生でも十分に満足させられる教育を目指している。

## リベラルアーツ学部を置く大学
- 開智国際大学（リベラルアーツ学部：新規募集停止）
- 玉川大学（リベラルアーツ学部）
- 帝塚山学院大学（リベラルアーツ学科）
- 桜美林大学（リベラルアーツ学群）
- 山梨学院大学（国際リベラルアーツ学部）

### その他
- 神田外語大学グローバル・リベラルアーツ学部 グローバル・リベラルアーツ学科
- 大阪樟蔭女子大学学芸学部リベラルアーツ学科
- 桜美林大学リベラルアーツ学群